# Dercen
Dercen, dříve také Drysina (ukrajinsky Дерцен, dříve Дрисіна, maďarsky Derczen) je obec v Městské komunitě Mukačevo v Zakarpatské oblasti Ukrajiny.
V obci je nejvyšší kříž na Ukrajině (25,7 m), který je hlavním prvkem „Evropského parku smíření“ na památku padlých vojáků a vybízí k hledání cest k usmíření.

## Historie
Sídlo bylo poprvé zmíněno v roce 1321 jako Derzen. Osídlení na severním okraji jezera Serne bylo známo již ve 13. století.
Do Trianonské smlouvy patřilo sídlo k Uherskému království, poté pod názvem Dercen k Československu. Za první republiky zde byl obecní notariát. V roce 1928 zde žil a pracoval český spisovatel Jaromír Tomeček, který byl tehdy na Podkarpatské Rusi notářem. V roce 1930 zde žilo 1835 obyvatel. V letech 1938 až 1944 byl Dercen (Drysina) přičleněn (v důsledku uzavření Mnichovské dohody) k Maďarsku. V roce 1945 byl Dercen přičleněn k Sovětskému svazu, nakonec od roku 1991 je součástí samostatné Ukrajiny.

## Obyvatelstvo
V roce 2001 zde žilo 2778 osob, z toho 97,82 % obyvatel bylo maďarské národnosti. 94 % obyvatel bylo reformovaného vyznání.

## Osobnosti
- Sándor Mohy (1902-2001), malíř